# Inga fredoniana
Inga fredoniana är en ärtväxtart som beskrevs av Nathaniel Lord Britton och Ellsworth Paine Killip. Inga fredoniana ingår i släktet Inga och familjen ärtväxter. Inga underarter finns listade i Catalogue of Life.